# Ковзанярський спорт на зимових Олімпійських іграх 1994
Змагання з ковзанярського спорту на зимових Олімпійських іграх 1994 тривали з 13 до 25 лютого на ковзанці Вікінгскіпет в містечку Гамар (Норвегія). Розіграно 10 комплектів нагород.

## Чемпіони та призери

### Таблиця медалей
| Місце                | Країна               | Золото | Срібло | Бронза | Загалом |
| -------------------- | -------------------- | ------ | ------ | ------ | ------- |
| 1                    | Норвегія (NOR)       | 3      | 2      | 0      | 5       |
| 2                    | США (USA)            | 3      | 0      | 0      | 3       |
| 3                    | Росія (RUS)          | 2      | 2      | 1      | 5       |
| 4                    | Німеччина (GER)      | 1      | 2      | 3      | 6       |
| 5                    | Австрія (AUT)        | 1      | 1      | 0      | 2       |
| 6                    | Нідерланди (NED)     | 0      | 1      | 3      | 4       |
| 7                    | Білорусь (BLR)       | 0      | 1      | 0      | 1       |
| 7                    | Канада (CAN)         | 0      | 1      | 0      | 1       |
| 9                    | Японія (JPN)         | 0      | 0      | 2      | 2       |
| 10                   | Китай (CHN)          | 0      | 0      | 1      | 1       |
| Загалом (10 збірних) | Загалом (10 збірних) | 10     | 10     | 10     | 30      |

### Чоловіки
| Дисципліна   | Золото                    | Золото      | Срібло                       | Срібло   | Бронза                      | Бронза   |
| ------------ | ------------------------- | ----------- | ---------------------------- | -------- | --------------------------- | -------- |
| 500 метрів   | Олександр Голубєв · Росія | 36.33 (OR)  | Сергій Клевченя · Росія      | 36.39    | Манабу Хорії · Японія       | 36.53    |
| 1000 метрів  | Ден Дженсен · США         | 1:12.43 WR  | Ігор Желєзовський · Білорусь | 1:12.72  | Сергій Клевченя · Росія     | 1:12.85  |
| 1500 метрів  | Юхан-Улаф Косс · Норвегія | 1:51.29 WR  | Рінтьє Рітсма · Нідерланди   | 1:51.99  | Фалко Зандстра · Нідерланди | 1:52.38  |
| 5000 метрів  | Юхан-Улаф Косс · Норвегія | 6:34.96 WR  | Челль Стурелід · Норвегія    | 6:42.68  | Рінтьє Рітсма · Нідерланди  | 6:43.94  |
| 10000 метрів | Юхан-Улаф Косс · Норвегія | 13:30.55 WR | Челль Стурелід · Норвегія    | 13:49.25 | Барт Велдкамп · Нідерланди  | 13:56.73 |

### Жінки
| Дисципліна  | Золото                       | Золото  | Срібло                     | Срібло  | Бронза                       | Бронза  |
| ----------- | ---------------------------- | ------- | -------------------------- | ------- | ---------------------------- | ------- |
| 500 метрів  | Бонні Блер · США             | 39.25   | Сьюзен Ош · Канада         | 39.61   | Франціска Шенк · Німеччина   | 39.70   |
| 1000 метрів | Бонні Блер · США             | 1:18.74 | Анке Баєр · Німеччина      | 1:20.12 | Є Цяобо · Китай              | 1:20.22 |
| 1500 метрів | Емеше Гуньяді · Австрія      | 2:02.19 | Світлана Федоткіна · Росія | 2:02.69 | Ґунда Німан · Німеччина      | 2:03.41 |
| 3000 метрів | Світлана Бажанова · Росія    | 4:17.43 | Емеше Гуньяді · Австрія    | 4:18.14 | Клаудія Пехштайн · Німеччина | 4:18.34 |
| 5000 метрів | Клаудія Пехштайн · Німеччина | 7:14.37 | Ґунда Німан · Німеччина    | 7:14.88 | Хіромі Ямамото · Японія      | 7:19.68 |

## Рекорди
На Олімпійських іграх у Ліллегаммері встановлено 4 світові та 5 олімпійських рекордів.
| Дисципліна              | Дата      | Збірна                  | Час      | OR | WR |
| ----------------------- | --------- | ----------------------- | -------- | -- | -- |
| 500 метрів (чоловіки)   | 14 лютого | Олександр Голубєв (RUS) | 36.33    | OR |    |
| 1000 метрів (чоловіки)  | 18 лютого | Ден Дженсен (USA)       | 1:12.43  | OR | WR |
| 1500 метрів (чоловіки)  | 16 лютого | Юхан-Улаф Косс (NOR)    | 1:51.29  | OR | WR |
| 5000 метрів (чоловіки)  | 13 лютого | Юхан-Улаф Косс (NOR)    | 6:34.96  | OR | WR |
| 10000 метрів (чоловіки) | 20 лютого | Юхан-Улаф Косс (NOR)    | 13:30.55 | OR | WR |

## Країни-учасниці
У змаганнях із ковзанярського спорту на Олімпійських іграх у Ліллегаммері взяли участь спортсмени 21-ї країни. Білорусь, Казахстан, Росія та Україна, які нещодавно стали незалежними державами, дебютували в цьому виді програми.
- Австралія (2)
- Австрія (5)
- Білорусь (2)
- Канада (13)
- Китай (6)
- Німеччина (15)
- Угорщина (1)
- Італія (5)
- Японія (17)
- Казахстан (8)
- Південна Корея (9)
- Латвія (1)
- Нідерланди (13)
- Норвегія (8)
- Польща (5)
- Румунія (4)
- Росія (12)
- Швейцарія (1)
- Швеція (5)
- Україна (2)
- США (16)